# Botanophila gemmata
Botanophila gemmata este o specie de muște din genul Botanophila, familia Anthomyiidae. A fost descrisă pentru prima dată de Zetterstedt în anul 1860. Conform Catalogue of Life specia Botanophila gemmata nu are subspecii cunoscute.